# Janka Molnár
Janka Molnár (* 5. Januar 2001 in Budapest) ist eine ungarische Sprinterin und Hürdenläuferin, die sich auf die 400-Meter-Distanz spezialisiert hat.

## Sportliche Laufbahn
Erste internationale Erfolge erzielte Janka Molnár im Jahr 2017, als sie beim Europäischen Olympischen Jugendfestival (EYOF) in Győr in 55,00 s die Bronzemedaille im 400-Meter-Lauf gewann. Mit der ungarischen 4-mal-100-Meter-Staffel bis in das Finale, konnte dort das Rennen aber nicht beenden. Im Jahr darauf belegte sie bei den U18-Europameisterschaften ebendort in 53,99 s den sechsten Platz über 400 Meter. Kurz darauf schied sie bei den U20-Weltmeisterschaften in Tampere im 400-Meter-Hürdenlauf mit 60,13 s in der ersten Runde aus und erreichte auch mit der 4-mal-400-Meter-Staffel mit 3:38,49 min nicht das Finale. Im Herbst nahm sie auch an den Olympischen Jugendspielen in Buenos Aires teil und erreichte dort Rang sieben. 2019 wurde sie bei den U20-Europameisterschaften im schwedischen Borås in 57,64 s Fünfte im Hürdensprint und belegte mit der Staffel in 3:37,31 min den vierten Platz. 2021 klassierte sie sich bei den U23-Europameisterschaften in Tallinn mit 56,63 s auf dem fünften Platz und schied mit der 4-mal-400-Meter-Staffel mit 3:40,38 min im Vorlauf aus. Im Jahr darauf kam sie bei den Europameisterschaften in München mit 57,38 s nicht über die erste Runde über 400 m Hürden hinaus und mit der Staffel verpasste sie mit 3:29,39 min den Finaleinzug. 2023 wurde sie bei der 2. Liga der Team-Europameisterschaft, die im Zuge der Europaspiele in Chorzów stattfanden, in 51,74 s Dritte über 400 Meter und in 56,86 s wurde sie auch über die Hürden Dritte. Anschließend belegte sie bei den U23-Europameisterschaften in Espoo in 56,16 s den vierten Platz über 400 m Hürden. Im August schied sie bei den Weltmeisterschaften in Budapest mit 56,21 s in der ersten Runde über die Hürden aus und verpasste mit der Mixed-Staffel mit 3:14,08 min den Finaleinzug. Zudem schied sie auch mit der Frauenstaffel mit 3:27,79 min im Vorlauf aus.
In den Jahren 2018 und 2020 wurde Molnár ungarische Meisterin im 400-Meter-Lauf sowie von 2020 bis 2023 über 400 m Hürden. 2020 und 2023 wurde sie Hallenmeisterin über 400 Meter sowie 2022 und 2023 über 200 Meter.

## Persönliche Bestleistungen
- 200 Meter: 23,74 s (+1,1 m/s), 27. Mai 2023 in Budapest
  - 200 Meter (Halle): 23,84 s, 19. Februar 2023 in Nyíregyháza
- 400 Meter: 51,74 s, 29. Juni 2023 in Chorzów
  - 400 Meter (Halle): 53,72 s, 18. Februar 2023 in Nyíregyháza
- 400 m Hürden: 56,03 s, 27. Juni 2021 in Debrecen